# Paitone
Paitone (lombardul: Paitù) település Olaszországban, Lombardia régióban, Brescia megyében. Lakosainak száma 2176 fő (2023. január 1.). Paitone Gavardo, Nuvolento, Serle, Prevalle és Vallio Terme községekkel határos.

## Népesség
A település lakossága az elmúlt években az alábbi módon változott:
| Lakosok száma | 2143 | 2153 | 2176 |
|               | 2017 | 2018 | 2023 |